# 直流剎車

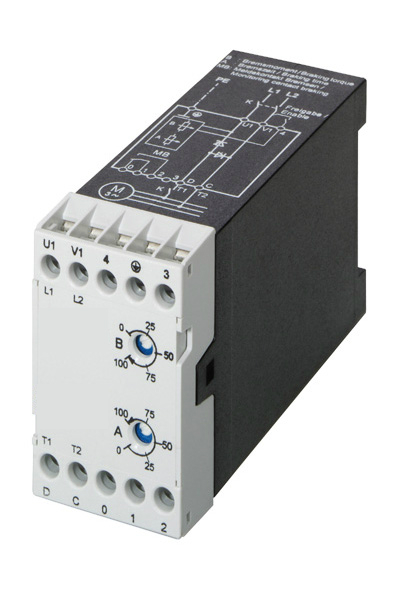
直流剎車模組

直流剎車是一種減緩交流感應馬達速度的方式，先將交流電源移除，再將直流電壓注入馬達中，產生剎車的力矩。若馬達是由市電供電，直流剎車可以是一個獨立的模組，若馬達是由變頻器驅動，一般會使用內建的直流剎車機能。

## 應用及動作原理

半波整波以產生直流電流

當馬達的交流電壓移除時，轉子會繼續轉動，會因為摩擦力使速度漸漸變慢，最後停止。若是大功率的馬達或是轉動慣量很大，可能會需要相當長的時間才能停止，若是應用需求，停止時間要短，或是需要有緊急停止的安全特性，就可以用直流剎車的方式，讓馬達較快速的停止。
直流剎車系統可以代替摩擦剎車系統，直流剎車只要需要一個小的模組，安裝位置也不需要在旋轉軸附近，相反的，摩擦剎車系統需安裝在旋轉軸附近，而且摩擦剎車系統會因為磨損而需要定期的更換。直流剎車系統沒有要定期更換的元件，因此也不需要維護。而且摩擦剎車系統需要有制动的方式，可能是人工的，或是者系統控制的制动器，增加系統的複雜度。直流剎車系統可以輕易的整合到馬達電路中。
直流剎車的缺點是馬達容易過熱，因為直流剎車是將馬達的動能消耗在馬達內部，若剎車時間過長，可能會有馬達溫度過高的問題。
直流剎車的動作原理是將直流電壓注入馬達繞組中，產生靜止的磁場，對馬達有一個固定轉子的轉矩。轉子會因此轉矩而慢慢停下來。若停止後，只要持續的給直流電壓，轉子就會停在原來的位置，並反抗使馬達運轉的外力，給的電壓越大，剎車力就越強。

## 變頻器中的直流剎車機能
變頻器中也有直流剎車機能，不過應用方式和上述的有些差異。
變頻器因為可以控制給馬達的頻率，因此若要讓馬達停止，最常見的方式是降低馬達頻率，使馬達漸漸減速即可，不過因為控制方式等差異，變頻器可能只能將馬達的頻率控制在某一很小的頻率（例如0.5Hz或是1.5Hz），最後會用直流剎車來讓馬達停止，稱為「停止時直流剎車」。也有些應用需要快速讓馬達停止，因此不進行降低馬達頻率的程序，直接進行直流剎車，因為從開始降速到馬達靜止的過程中，都在直流剎車，因此稱為「全領域直流剎車」。
變頻器啟動馬達之前，馬達多半是停止的，但像風扇等負載，可能因為外力而使馬達旋轉，此時啟動會產生較大的電流，因此可以一開始就先用直流剎車使馬達停止，稱為「啟動時直流剎車」。
變頻器的直流剎車一般可以設定啟動時及停止時直流剎車的時間，剎車轉矩則是用剎車電流來控制，不過因為電流仍由變頻器的IGBT流出，因此若電流過大，也可能出現過電流的故障，其至損壞IGBT。
變頻器的直流剎車也是由馬達來消耗馬達的動能，因此若長時間直流剎車，馬達的溫度也會過高。